# Stojko Vranković
Stojko Vranković, (2,18m) center född 22 januari 1964 i Drniš, Kroatien (dåvarande Jugoslavien), är en kroatisk basketspelare som tog OS-silver 1988 i Seoul för Jugoslavien. Detta var fjärde gången i rad som Jugoslavien var med bland medaljörerna i herrbasketen vid olympiska spelen. Fyra år senare i Barcelona, då Kroatien deltog första gången som självständig nation, blev det silver igen. Vrankovic spelade under sin karriär i 3 olika NBA-lag. Boston Celtics, Minnesota Timberwolves och Los Angeles Clippers. 1996 avgjorde han finalen i euroleague genom en makalös block i sista sekund. Han var känd för sina mäktiga blockar.